# Liste von Apfelsorten/H
Erläuterungen und Quellen: Siehe Hauptartikel!
| Apfelsorte | Bild                                                                                                | Kreuzung aus                                                                                        | Erstes Auftauchen                                                                                   | Anmerkungen | Quellen                                                                                             |
| --- | --------------------------------------------------------------------------------------------------- | --------------------------------------------------------------------------------------------------- | --------------------------------------------------------------------------------------------------- | --- | --------------------------------------------------------------------------------------------------- |
| H 158 | | | | | |
| H 1969 | | | | | |
| Haas | | | | | a                                                                                                   |
| Habarach | | | | | o                                                                                                   |
| Haberich | | | | | o                                                                                                   |
| Haccourter Gulderling | | | | | h (Nr. 105, S. 119)                                                                                 |
| Häckerapfel | | | | | j                                                                                                   |
| Hackman | | | | | |
| Hadelner Rotfranch | Siehe: Rotfranch                                                                                    | Siehe: Rotfranch                                                                                    | Siehe: Rotfranch                                                                                    | Siehe: Rotfranch | Siehe: Rotfranch                                                                                    |
| Hadelner Sommerprinz | | | | | j, o                                                                                                |
| Haferapfel | Siehe: Prinzenapfel, Weißer Klarapfel                                                               | Siehe: Prinzenapfel, Weißer Klarapfel                                                               | Siehe: Prinzenapfel, Weißer Klarapfel                                                               | Siehe: Prinzenapfel, Weißer Klarapfel | Siehe: Prinzenapfel, Weißer Klarapfel                                                               |
| Hagedorn | | | | | |
| Hagenower Grand Richard | Siehe: Gelber Richard                                                                               | Siehe: Gelber Richard                                                                               | Siehe: Gelber Richard                                                                               | Siehe: Gelber Richard | Siehe: Gelber Richard                                                                               |
| Hagensche Goldrenette | | | | | o                                                                                                   |
| Hagloe (oder: Hagloe Crab, Summer Hagloe) | | | | | c, j                                                                                                |
| Hagloe Crab | Siehe: Hagloe                                                                                       | Siehe: Hagloe                                                                                       | Siehe: Hagloe                                                                                       | Siehe: Hagloe | Siehe: Hagloe                                                                                       |
| Hahnen-Pepping | | | | | h (Nr. 369, S. 416)                                                                                 |
| Halberstädter Jungfernapfel (oder: Jungfernapfel, Ziemerling)                                                                                             | | | | | f, h (Nr. 85, S. 94), j, o, p (S. 380)                                                              |
| Halbweißer Rosmarinapfel | | | | | h (Nr. 221, S. 246)                                                                                 |
| Halden | | | | | o                                                                                                   |
| Halder | Siehe: Apfel Aus Halder                                                                             | Siehe: Apfel Aus Halder                                                                             | Siehe: Apfel Aus Halder                                                                             | Siehe: Apfel Aus Halder | Siehe: Apfel Aus Halder                                                                             |
| Halifax Codlin | | | | | p (S. 381)                                                                                          |
| Hallischer Herrenapfel | | | | | h (Nr. 631, S. 699), p (S. 382)                                                                     |
| Hallischer Herrnapfel | Siehe: Hallischer Herrenapfel                                                                       | Siehe: Hallischer Herrenapfel                                                                       | Siehe: Hallischer Herrenapfel                                                                       | Siehe: Hallischer Herrenapfel | Siehe: Hallischer Herrenapfel                                                                       |
| Hallauer Maienapfel | | | | | o                                                                                                   |
| Hambledon Deux Ans | Siehe: Dauerapfel Aus Hambledon                                                                     | Siehe: Dauerapfel Aus Hambledon                                                                     | Siehe: Dauerapfel Aus Hambledon                                                                     | Siehe: Dauerapfel Aus Hambledon | Siehe: Dauerapfel Aus Hambledon                                                                     |
| Hambling's Seedling | | | 1882 in Geisenheim                                                                                  | | |
| Hammeldeinchen (oder: Simmedeiner) | | | | | o                                                                                                   |
| Hammerstein | Siehe: Minister von Hammerstein                                                                     | Siehe: Minister von Hammerstein                                                                     | Siehe: Minister von Hammerstein                                                                     | Siehe: Minister von Hammerstein | Siehe: Minister von Hammerstein                                                                     |
| Hampers | | | | | h (Nr. 200, S. 222)                                                                                 |
| Hampshire | | | | | a                                                                                                   |
| Hampshire Beauty | | | | | a                                                                                                   |
| Hampus | | | | | |
| Hamvas Alma | | | | | f                                                                                                   |
| Hana | | | | | o                                                                                                   |
| Hanauer Streifling | | | | | p (S. 383)                                                                                          |
| Hanbury | | | | | a                                                                                                   |
| Hangdown | | | in Somerset                                                                                         | | c, f                                                                                                |
| Hanna Claussen | Siehe: Rosa Claussen                                                                                | Siehe: Rosa Claussen                                                                                | Siehe: Rosa Claussen                                                                                | Siehe: Rosa Claussen | Siehe: Rosa Claussen                                                                                |
| Hannaäpple | | | | | o                                                                                                   |
| Hannan Seedling | | | | | f                                                                                                   |
| Hannoverscher Glockenapfel | | | | | p (S. 384)                                                                                          |
| Hans Müller | | | | | o                                                                                                   |
| Hans-Ulrichs-Apfel | | | | | o                                                                                                   |
| Hans Wassard | | | | | |
| Hansa | | | | | j                                                                                                   |
| Hansenapfel | Siehe: Roter Winter-Himbeerapfel                                                                    | Siehe: Roter Winter-Himbeerapfel                                                                    | Siehe: Roter Winter-Himbeerapfel                                                                    | Siehe: Roter Winter-Himbeerapfel | Siehe: Roter Winter-Himbeerapfel                                                                    |
| Hansueli | | | | | o                                                                                                   |
| Hanwell Souring | | | | | f                                                                                                   |
| Hapsburg | | | | | f                                                                                                   |
| Haralred | | | | | a                                                                                                   |
| Haralson | | | 1923 in Minnesota, USA                                                                              | | a, c, f                                                                                             |
| Harang Alma | | | | | f                                                                                                   |
| Harbert | Siehe: Harberts Renette                                                                             | Siehe: Harberts Renette                                                                             | Siehe: Harberts Renette                                                                             | Siehe: Harberts Renette | Siehe: Harberts Renette                                                                             |
| Harberts Ramburrenette | Siehe: Harberts Renette                                                                             | Siehe: Harberts Renette                                                                             | Siehe: Harberts Renette                                                                             | Siehe: Harberts Renette | Siehe: Harberts Renette                                                                             |
| Harberts Reinette | Siehe: Harberts Renette                                                                             | Siehe: Harberts Renette                                                                             | Siehe: Harberts Renette                                                                             | Siehe: Harberts Renette | Siehe: Harberts Renette                                                                             |
| Harberts Renette (oder: Harbert, Harberts Ramburrenette, Harberts Reinette, Harberts Renettenartiger Rambour, Harbords Renette, Königsapfel, Stiftsapfel) | | Zufallssämling                                                                                      | 1830 Westfalen                                                                                      | Beschreibung | f, h (Nr. 536, S. 593), j, o, p (S. 385f)                                                           |
| Harberts Renettenartiger Rambour | Siehe: Harberts Renette                                                                             | Siehe: Harberts Renette                                                                             | Siehe: Harberts Renette                                                                             | Siehe: Harberts Renette | Siehe: Harberts Renette                                                                             |
| Harbords Renette | Siehe: Harberts Renette                                                                             | Siehe: Harberts Renette                                                                             | Siehe: Harberts Renette                                                                             | Siehe: Harberts Renette | Siehe: Harberts Renette                                                                             |
| Harcourt | | | | | a                                                                                                   |
| Hared | | | | | f                                                                                                   |
| Harling Hero | | | | | f                                                                                                   |
| Harmonie | Siehe: Delorina                                                                                     | Siehe: Delorina                                                                                     | Siehe: Delorina                                                                                     | Siehe: Delorina | Siehe: Delorina                                                                                     |
| Harrislee Apfel | | | | | |
| Harrison | Siehe: Harrison Cider Apple                                                                         | Siehe: Harrison Cider Apple                                                                         | Siehe: Harrison Cider Apple                                                                         | Siehe: Harrison Cider Apple | Siehe: Harrison Cider Apple                                                                         |
| Harrison Cider Apple (oder: Harrison) | | | 1770 in New Jersey, USA                                                                             | | c                                                                                                   |
| Harry Masters Jersey | | | | | a, f                                                                                                |
| Hartapfel (oder: Eckbepler, Wetzlarer Hartapfel) | | | Wetzlarer lokale Sorte, weit verbreitet in der ersten Hälfte des 20. Jahrhunderts                   | Saftig, weinsäuerlich, mäßig aromatisch. Hat seinen Namen vom harten Holz des Baumes; der Apfel selbst ist eher weich. Beschreibung                                                         | o                                                                                                   |
| Harter Fleckenapfel | | | | Benannt durch Richard Zorn. | p (S. 387)                                                                                          |
| Harter Gulderling | | | | | p (S. 388)                                                                                          |
| Harter Knackpepping | | | | | p (S. 389)                                                                                          |
| Hartley | | | | | |
| Hartwigs Herbstapfel | | | | | h (Nr. 465, S. 517), o                                                                              |
| Harvest Festival | | | | | f                                                                                                   |
| Harvey | | | | | f                                                                                                   |
| Harveys Goldapfel | | | | | h (Nr. 547, S. 605)                                                                                 |
| Harwell | | | | | |
| Hasenkopf | Siehe: Finkenwerder Herbstprinz, Prinzenapfel                                                       | Siehe: Finkenwerder Herbstprinz, Prinzenapfel                                                       | Siehe: Finkenwerder Herbstprinz, Prinzenapfel                                                       | Siehe: Finkenwerder Herbstprinz, Prinzenapfel | Siehe: Finkenwerder Herbstprinz, Prinzenapfel                                                       |
| Hasenkopp | Siehe: Prinzenapfel                                                                                 | Siehe: Prinzenapfel                                                                                 | Siehe: Prinzenapfel                                                                                 | Siehe: Prinzenapfel | Siehe: Prinzenapfel                                                                                 |
| Haslinger | | | | Beschreibung | o                                                                                                   |
| Hastings Red | | | | | |
| Haswell | | | | | |
| Hatsuaki | | | | | f                                                                                                   |
| Hattstedter Streifling | | | | | |
| Hauer Pippin | | | | | a                                                                                                   |
| Haughty's Red | | | | | f                                                                                                   |
| Haunschilds Goldparmäne | Siehe: Strauwaldts Goldparmäne                                                                      | Siehe: Strauwaldts Goldparmäne                                                                      | Siehe: Strauwaldts Goldparmäne                                                                      | Siehe: Strauwaldts Goldparmäne | Siehe: Strauwaldts Goldparmäne                                                                      |
| Hausener Graue Renette | Siehe: Zabergäurenette                                                                              | Siehe: Zabergäurenette                                                                              | Siehe: Zabergäurenette                                                                              | Siehe: Zabergäurenette | Siehe: Zabergäurenette                                                                              |
| Hausmütterchen (oder: Brietling, Burton's Beauty, Capp Mammoth, Combermere, Großer Rambour, Mère De Ménage, Pfundapfel, Queen Emma, Teller)               | | | | | f, h (Nr. 250, S. 281) j, o                                                                         |
| Haute Bonté | | | | | |
| Haux | Siehe: Hauxapfel                                                                                    | Siehe: Hauxapfel                                                                                    | Siehe: Hauxapfel                                                                                    | Siehe: Hauxapfel | Siehe: Hauxapfel                                                                                    |
| Hauxapfel (oder: Haux) | | | | | a, j, o                                                                                             |
| Havelgold | | Undine x Auralia                                                                                    | seit 1992 im Handel                                                                                 | Spätherbstsorte aus dem Institut für Obstforschung, Dresden-Pillnitz | j, o, t                                                                                             |
| Hawaii | | | 1945 (Markteinführung)                                                                              | | a, c, d                                                                                             |
| Hawkeye Delicious | | | | | a                                                                                                   |
| Hawley | | | | | a                                                                                                   |
| Hawthornden (oder: Apfel Von Hawthornden) | | | | | f, h (Nr. 660, S. 736), o, p (S. 152)                                                               |
| Hayne's Seedling | | | | | a                                                                                                   |
| Hazen | | | | | a, f                                                                                                |
| Hc 2-1 | Siehe: Zigny                                                                                        | Siehe: Zigny                                                                                        | Siehe: Zigny                                                                                        | Siehe: Zigny | Siehe: Zigny                                                                                        |
| Heco | | | | | j                                                                                                   |
| Hector Macdonald | | | | | f                                                                                                   |
| Hediger | | | | | o                                                                                                   |
| Hedinger | | | | | o                                                                                                   |
| Heidemeyer | | | | | |
| Heimeldinger | | | | | j, o                                                                                                |
| Heimenhofer | | | | | o                                                                                                   |
| Heimenschwander | | | | | o                                                                                                   |
| Heinemanns Jubiläumsapfel | | | | | j                                                                                                   |
| Heinemanns Schlotterapfel | | | | | j                                                                                                   |
| Hejocsabai Sarga | | | | | f                                                                                                   |
| Helenan Kulta | | | | | o                                                                                                   |
| Heliodor | | Golden Delicious × Topaz                                                                            | Institut für Experimentelle Botanik Prag                                                            | | o                                                                                                   |
| Helios | | | | | f, j, o                                                                                             |
| Helm | | | | | |
| Helmbacher Adventsapfel | | | | | o                                                                                                   |
| Helwigs Prachtapfel | | | | | p (S. 390)                                                                                          |
| Hendrick Sweet | | | | | |
| Hendunger Weißapfel | | | | | j                                                                                                   |
| Henniker | Siehe: Lady Henniker                                                                                | Siehe: Lady Henniker                                                                                | Siehe: Lady Henniker                                                                                | Siehe: Lady Henniker | Siehe: Lady Henniker                                                                                |
| Henrick's Sweet | Siehe: Winesap                                                                                      | Siehe: Winesap                                                                                      | Siehe: Winesap                                                                                      | Siehe: Winesap | Siehe: Winesap                                                                                      |
| Henrietta Crosby | | | | Beschreibung | |
| Henry Clay | | | | | a, f                                                                                                |
| Henzens | Siehe: Henzens Parmäne                                                                              | Siehe: Henzens Parmäne                                                                              | Siehe: Henzens Parmäne                                                                              | Siehe: Henzens Parmäne | Siehe: Henzens Parmäne                                                                              |
| Henzens Parmäne | | Mutation von Gravensteiner                                                                          | vermutlich Deutschland                                                                              | | h (Nr. 452, S. 504), o, p (S. 391)                                                                  |
| Herbst-Citronenapfel | | | | | h (Nr. 371, S. 419)                                                                                 |
| Herbst-Kronapfel | | | | | p (S. 392)                                                                                          |
| Herbst-Rabau | Siehe: Graue Herbstrenette                                                                          | Siehe: Graue Herbstrenette                                                                          | Siehe: Graue Herbstrenette                                                                          | Siehe: Graue Herbstrenette | Siehe: Graue Herbstrenette                                                                          |
| Herbst-Streifling (oder: Herbststreifling, Livländer Grafensteiner, Livländer Gravensteiner, Striepeling)                                                 | | | in den Niederlanden oder West-Europa                                                                | | c, j                                                                                                |
| Herbstglockenapfel | Siehe: Gelbe Schafsnase                                                                             | Siehe: Gelbe Schafsnase                                                                             | Siehe: Gelbe Schafsnase                                                                             | Siehe: Gelbe Schafsnase | Siehe: Gelbe Schafsnase                                                                             |
| Herbstparmäne | | | | | o                                                                                                   |
| Herbstprinz | Siehe: Finkenwerder Herbstprinz                                                                     | Siehe: Finkenwerder Herbstprinz                                                                     | Siehe: Finkenwerder Herbstprinz                                                                     | Siehe: Finkenwerder Herbstprinz | Siehe: Finkenwerder Herbstprinz                                                                     |
| Herbstrambur | Siehe: Eifeler Rambur                                                                               | Siehe: Eifeler Rambur                                                                               | Siehe: Eifeler Rambur                                                                               | Siehe: Eifeler Rambur | Siehe: Eifeler Rambur                                                                               |
| Herbststreifling | Siehe: Herbst-Streifling                                                                            | Siehe: Herbst-Streifling                                                                            | Siehe: Herbst-Streifling                                                                            | Siehe: Herbst-Streifling | Siehe: Herbst-Streifling                                                                            |
| Herbstveilchenapfel | | | | | o                                                                                                   |
| Herceg Batthyanyi Alma | | | | | f                                                                                                   |
| Hereford Broadleaf (oder: Broad-Leaved Hereford) | | | | | f                                                                                                   |
| Hereford Cross | | Cox Orange × Unbekannt                                                                              | | | f                                                                                                   |
| Hereford White | | | | | f                                                                                                   |
| Herefordshire | | | | | |
| Herefordshire Beefing | | | | | f, o                                                                                                |
| Herefordshire Margil | Siehe: Muskatrenette                                                                                | Siehe: Muskatrenette                                                                                | Siehe: Muskatrenette                                                                                | Siehe: Muskatrenette | Siehe: Muskatrenette                                                                                |
| Herefordshire-Parmäne (oder: Royale D'Angleterre) | | | | | h (Nr. 524, S. 581), l (S. 25), p (S. 393)                                                          |
| Herefordshire Redstreak | | | | | a                                                                                                   |
| Herefordshire Russet | | | 2002 in Kent, UK                                                                                    | | a, c, f                                                                                             |
| Herma | | | | | f, j, o                                                                                             |
| Hermann | | | | | j                                                                                                   |
| Herrenapfel | Siehe: Aargauer Herrenapfel, Champagnerrenette, Geflammter Kardinal, Gelber Edelapfel, Gloria Mundi | Siehe: Aargauer Herrenapfel, Champagnerrenette, Geflammter Kardinal, Gelber Edelapfel, Gloria Mundi | Siehe: Aargauer Herrenapfel, Champagnerrenette, Geflammter Kardinal, Gelber Edelapfel, Gloria Mundi | Siehe: Aargauer Herrenapfel, Champagnerrenette, Geflammter Kardinal, Gelber Edelapfel, Gloria Mundi                                                                                         | Siehe: Aargauer Herrenapfel, Champagnerrenette, Geflammter Kardinal, Gelber Edelapfel, Gloria Mundi |
| Herrengast | Siehe: Graue Französische Renette                                                                   | Siehe: Graue Französische Renette                                                                   | Siehe: Graue Französische Renette                                                                   | Siehe: Graue Französische Renette | Siehe: Graue Französische Renette                                                                   |
| Herrenhäuser Weißer Herbst-Strichapfel | | | | | h (Nr. 149, S. 169)                                                                                 |
| Herrgottsapfel (oder: Kindsbacher Apfel, Schragenapfel)                                                                                                   | | | vor 1539, Westpfalz                                                                                 | | o                                                                                                   |
| Herring's Pippin | | | | | a, f                                                                                                |
| Herrnapfel | Siehe: Ditzels Rosenapfel                                                                           | Siehe: Ditzels Rosenapfel                                                                           | Siehe: Ditzels Rosenapfel                                                                           | Siehe: Ditzels Rosenapfel | Siehe: Ditzels Rosenapfel                                                                           |
| Herrnapfel Aus Waldgirmes | | | | | j                                                                                                   |
| Herrnhager | | | | | p (S. 394)                                                                                          |
| Herrnhut | Siehe: Schöner Von Herrnhut                                                                         | Siehe: Schöner Von Herrnhut                                                                         | Siehe: Schöner Von Herrnhut                                                                         | Siehe: Schöner Von Herrnhut | Siehe: Schöner Von Herrnhut                                                                         |
| Herrnhutske | Siehe: Schöner Von Herrnhut                                                                         | Siehe: Schöner Von Herrnhut                                                                         | Siehe: Schöner Von Herrnhut                                                                         | Siehe: Schöner Von Herrnhut | Siehe: Schöner Von Herrnhut                                                                         |
| Herwegs Renette | | | | | h (Nr. 424, S. 472)                                                                                 |
| Herwegs Weiße Renette | | | | | o                                                                                                   |
| Herzapfel | Siehe: Roter Eiserapfel, Rote Sternrenette                                                          | Siehe: Roter Eiserapfel, Rote Sternrenette                                                          | Siehe: Roter Eiserapfel, Rote Sternrenette                                                          | Siehe: Roter Eiserapfel, Rote Sternrenette | Siehe: Roter Eiserapfel, Rote Sternrenette                                                          |
| Herzebrecher | | | | | j                                                                                                   |
| Herzog Bernhard (auch: Winter-Ananas) | | | | | h (Nr. 41, S. 45), l (S. 9)                                                                         |
| Herzog Von Cumberland (auch: Cumberland) | | | | | j, o                                                                                                |
| Herzog Von Devonshire | | | | | h (Nr. 367, S. 414)                                                                                 |
| Herzog Von York | | | | | o                                                                                                   |
| Herzogin Olga (oder: Olgaapfel, Später Klarapfel, Zitronenapfel)                                                                                          | | | | Beschreibung | h (Nr. 135, S. 155), j, o                                                                           |
| Herzogin Von Oldenburg | Siehe: Charlamowsky                                                                                 | Siehe: Charlamowsky                                                                                 | Siehe: Charlamowsky                                                                                 | Siehe: Charlamowsky | Siehe: Charlamowsky                                                                                 |
| Heslacher Luiken | | | | | j, o                                                                                                |
| Hesselmanns Schlotterapfel | | | | | h (Nr. 90, S. 100)                                                                                  |
| Hessen | | Mutation von Gravensteiner                                                                          | Ungarn                                                                                              | | |
| Hessische Tiefenblüte | | | | | o                                                                                                   |
| Hessischer Backapfel | | | | | p (S. 395f)                                                                                         |
| Heßlacher Gereutapfel | | | | | |
| Heßlocher Streifling | | | | | p (S. 397ff)                                                                                        |
| Heuchelheimer Schneeapfel | | | | Hessische Lokalsorte 2003 | j, o                                                                                                |
| Heusgen's Golden Reinette | Siehe: Peter Heusgens Goldrenette                                                                   | Siehe: Peter Heusgens Goldrenette                                                                   | Siehe: Peter Heusgens Goldrenette                                                                   | Siehe: Peter Heusgens Goldrenette | Siehe: Peter Heusgens Goldrenette                                                                   |
| Hewes | | | | Holzapfelsorte | |
| Heyders Liebling | | | | | h (Nr. 327, S. 369)                                                                                 |
| Heyer 12 | | | | | a, c                                                                                                |
| Heyer 20 | | | | | a                                                                                                   |
| Hibbs Seedling | | | | | f                                                                                                   |
| Hibernal | | | | | f, j, o                                                                                             |
| Hibernal 4n | | | | | j                                                                                                   |
| Hidala | | Braeburn                                                                                            | | | f                                                                                                   |
| Hidden-Rose (oder: Hiddenrose) | | | | | a, o                                                                                                |
| Hiddenrose | Siehe: Hidden-Rose                                                                                  | Siehe: Hidden-Rose                                                                                  | Siehe: Hidden-Rose                                                                                  | Siehe: Hidden-Rose | Siehe: Hidden-Rose                                                                                  |
| Hiester | | | | | |
| High View Pippin | | Cox Orange × Unbekannt                                                                              | | | f                                                                                                   |
| Highfill | | | | | |
| Hilde | | Zufallssämling                                                                                      | Wedel, Schleswig-Holstein                                                                           | Mostsorte. Beschreibung | j, o                                                                                                |
| Hildesheimer Gelber Winterpepping | | | Züchter: Hermann Heimart Cludius                                                                    | | |
| Hildesheimer Goldrenette (oder: Christs Goldrenette) | | | Herkunft unbekannt, vermutlich aus Hildesheim (Niedersachsen)                                       | Lokalsorte, kräftiger Wuchs, etwas anfällig gegen Stippe. Beschreibung bei Willi Votteler                                                                                                   | h (Nr. 534, S. 591), j, o                                                                           |
| Hildesheimer Saft-Renette | | | | | h (Nr. 403, S. 451)                                                                                 |
| Hilliards Rosmarinapfel | | | | | h (Nr. 224, S. 249)                                                                                 |
| Hillwell (oder: Braeburn Hillwell, Red Braeburn) | | Braeburn                                                                                            | | | |
| Himbacher Grüner (oder: Grüner Himbacher) | | | | | j, o                                                                                                |
| Himbacher Rambour | | | | | p (S. 400)                                                                                          |
| Himbeerapfel | Siehe: Danziger Kantapfel, Geflammter Kardinal, Roter Herbstkalvill, Roter Winter-Himbeerapfel      | Siehe: Danziger Kantapfel, Geflammter Kardinal, Roter Herbstkalvill, Roter Winter-Himbeerapfel      | Siehe: Danziger Kantapfel, Geflammter Kardinal, Roter Herbstkalvill, Roter Winter-Himbeerapfel      | Siehe: Danziger Kantapfel, Geflammter Kardinal, Roter Herbstkalvill, Roter Winter-Himbeerapfel                                                                                              | Siehe: Danziger Kantapfel, Geflammter Kardinal, Roter Herbstkalvill, Roter Winter-Himbeerapfel      |
| Himbeerapfel Von Holofaus | Siehe: Himbeerapfel Von Holowaus                                                                    | Siehe: Himbeerapfel Von Holowaus                                                                    | Siehe: Himbeerapfel Von Holowaus                                                                    | Siehe: Himbeerapfel Von Holowaus | Siehe: Himbeerapfel Von Holowaus                                                                    |
| Himbeerapfel Von Holovous | Siehe: Himbeerapfel Von Holowaus                                                                    | Siehe: Himbeerapfel Von Holowaus                                                                    | Siehe: Himbeerapfel Von Holowaus                                                                    | Siehe: Himbeerapfel Von Holowaus | Siehe: Himbeerapfel Von Holowaus                                                                    |
| Himbeerapfel Von Holovousy | Siehe: Himbeerapfel Von Holowaus                                                                    | Siehe: Himbeerapfel Von Holowaus                                                                    | Siehe: Himbeerapfel Von Holowaus                                                                    | Siehe: Himbeerapfel Von Holowaus | Siehe: Himbeerapfel Von Holowaus                                                                    |
| Himbeerapfel Von Holowaus (oder: Himbeerapfel Von Holofaus, Himbeerapfel Von Holovous, Himbeerapfel Von Holovousy, Malinové Holovouské)                   | | | Von M. Levener in Holovousy, Böhmen, gezüchtet und 1850 verbreitet.                                 | Beschreibung | h (Nr. 153, S. 174), o, p (S. 401)                                                                  |
| Himbeerapfel Von Sloupno | | | | | o                                                                                                   |
| Himbsels Rambour | | | | | h (Nr. 287, S. 320), o                                                                              |
| Himekami | | Fuji × Unbekannt                                                                                    | | | |
| Himmelhahn | Siehe: Geflammter Kardinal                                                                          | Siehe: Geflammter Kardinal                                                                          | Siehe: Geflammter Kardinal                                                                          | Siehe: Geflammter Kardinal | Siehe: Geflammter Kardinal                                                                          |
| Himmelstalund | | | | | |
| Hindenburg | Siehe: Schöner Aus Nordhausen                                                                       | Siehe: Schöner Aus Nordhausen                                                                       | Siehe: Schöner Aus Nordhausen                                                                       | Siehe: Schöner Aus Nordhausen | Siehe: Schöner Aus Nordhausen                                                                       |
| Hinterrütler | | | | | o                                                                                                   |
| Hinznanger Apfel | | | | | |
| Hirtling | | | | | o                                                                                                   |
| Histon Favourite | | | | | a, f                                                                                                |
| Hl 17 | | | | | |
| Hl 186 A | | | | | |
| Hl 1940 | | | | | |
| Hoadley | | | | | |
| Hoary Morning | Siehe: Morgenduftapfel                                                                              | Siehe: Morgenduftapfel                                                                              | Siehe: Morgenduftapfel                                                                              | Siehe: Morgenduftapfel | Siehe: Morgenduftapfel                                                                              |
| Hochelheimer Reinette | Siehe: Sämling Aus Hochelheim                                                                       | Siehe: Sämling Aus Hochelheim                                                                       | Siehe: Sämling Aus Hochelheim                                                                       | Siehe: Sämling Aus Hochelheim | Siehe: Sämling Aus Hochelheim                                                                       |
| Hochheimer Hundskopf | | | | | p (S. 402)                                                                                          |
| Höchstadter Streifling | | | | | p (S. 403)                                                                                          |
| Hochzeits-Reinette | Siehe: Hochzeitsrenette                                                                             | Siehe: Hochzeitsrenette                                                                             | Siehe: Hochzeitsrenette                                                                             | Siehe: Hochzeitsrenette | Siehe: Hochzeitsrenette                                                                             |
| Hochzeitsrenette (oder: Hochzeits-Reinette) | | | | | p (S. 404)                                                                                          |
| Hochzeitsapfel | Siehe: Glanz-Renette                                                                                | Siehe: Glanz-Renette                                                                                | Siehe: Glanz-Renette                                                                                | Siehe: Glanz-Renette | Siehe: Glanz-Renette                                                                                |
| Hocking's Green | | | | | f                                                                                                   |
| Hodge's Seedling | | | | | f                                                                                                   |
| Hoe | | | Südkorea                                                                                            | | f, g (S. 224)                                                                                       |
| Hoed Orange | Siehe: Ingrid-Marie                                                                                 | Siehe: Ingrid-Marie                                                                                 | Siehe: Ingrid-Marie                                                                                 | Siehe: Ingrid-Marie | Siehe: Ingrid-Marie                                                                                 |
| Hofheimer Glanzreinette | Siehe: Hofheimer Glanzrenette                                                                       | Siehe: Hofheimer Glanzrenette                                                                       | Siehe: Hofheimer Glanzrenette                                                                       | Siehe: Hofheimer Glanzrenette | Siehe: Hofheimer Glanzrenette                                                                       |
| Hofheimer Glanzrenette (oder: Hofheimer Glanzreinette) | | | | Hessische Lokalsorte 2021. Beschreibung | p (S. 406)                                                                                          |
| Hofheimer Klarapfel | | | | | p (S. 407)                                                                                          |
| Hofstetter | | | | | j                                                                                                   |
| Hog Island Sweet | | | | | |
| Hogg | | | | | |
| Hog's Snout | | | | | f                                                                                                   |
| Hoggs Gulderling | | | | | p (S. 408)                                                                                          |
| Hoheitsapfel | | | | | h (Nr. 637, S. 705), p (S. 409)                                                                     |
| Hohenheimer Rieslingapfel | | | um 1870 gezüchtet an der Landwirtschaftlichen Akademie Hohenheim                                    | Überwiegend zur Herstellung von Most. Verschollen geglaubt und 2023 zufällig in Altbach am Neckar wiederentdeckt. Die Sorte wurde erstmals 1874 in der „Rheinischen Gartenschrift“ erwähnt. | |
| Hohenzollern | | | | | f                                                                                                   |
| Hohenzollernapfel | Siehe: Berlepsch                                                                                    | Siehe: Berlepsch                                                                                    | Siehe: Berlepsch                                                                                    | Siehe: Berlepsch | Siehe: Berlepsch                                                                                    |
| Hohlgacker | Siehe: Geflammter Kardinal                                                                          | Siehe: Geflammter Kardinal                                                                          | Siehe: Geflammter Kardinal                                                                          | Siehe: Geflammter Kardinal | Siehe: Geflammter Kardinal                                                                          |
| Hohlhäuschen | Siehe: Geflammter Kardinal                                                                          | Siehe: Geflammter Kardinal                                                                          | Siehe: Geflammter Kardinal                                                                          | Siehe: Geflammter Kardinal | Siehe: Geflammter Kardinal                                                                          |
| Hohms Renette | | | | | h (Nr. 509, S. 566)                                                                                 |
| Hokuto | | Fuji × Unbekannt                                                                                    | | | a                                                                                                   |
| Holiday | | | | | a, f, j                                                                                             |
| Holland Pippin | | | | | a, f                                                                                                |
| Hollandberry Admirable | | | | | |
| Hollandbury | Siehe: Kirkes Schöner Rambour                                                                       | Siehe: Kirkes Schöner Rambour                                                                       | Siehe: Kirkes Schöner Rambour                                                                       | Siehe: Kirkes Schöner Rambour | Siehe: Kirkes Schöner Rambour                                                                       |
| Holländer Prinz | Siehe: Holländischer Prinz                                                                          | Siehe: Holländischer Prinz                                                                          | Siehe: Holländischer Prinz                                                                          | Siehe: Holländischer Prinz | Siehe: Holländischer Prinz                                                                          |
| Holländer Würzapfel | | | | Benannt durch Richard Zorn | p (S. 410)                                                                                          |
| Holländische Goldrenette | Siehe: Kasseler Renette                                                                             | Siehe: Kasseler Renette                                                                             | Siehe: Kasseler Renette                                                                             | Siehe: Kasseler Renette | Siehe: Kasseler Renette                                                                             |
| Holländische Renette | Siehe: Kanadarenette                                                                                | Siehe: Kanadarenette                                                                                | Siehe: Kanadarenette                                                                                | Siehe: Kanadarenette | Siehe: Kanadarenette                                                                                |
| Holländischer Bellefleur | Siehe: Wagenerapfel                                                                                 | Siehe: Wagenerapfel                                                                                 | Siehe: Wagenerapfel                                                                                 | Siehe: Wagenerapfel | Siehe: Wagenerapfel                                                                                 |
| Holländischer Grauer Rabau | | | | | h (Nr. 583, S. 646), p (S. 411)                                                                     |
| Holländischer Küchenapfel (oder: Chalmers Large, Dutch Codlin, White Codlin)                                                                              | | | | | f, h (Nr. 61, S. 69), l (S. 17)                                                                     |
| Holländischer Nonpareil | | | | | o                                                                                                   |
| Holländischer Prinz (oder: Holländer Prinz, Holländischer Prinzenapfel)                                                                                   | | | | | o, p (S. 412)                                                                                       |
| Holländischer Prinzenapfel | Siehe: Holländischer Prinz                                                                          | Siehe: Holländischer Prinz                                                                          | Siehe: Holländischer Prinz                                                                          | Siehe: Holländischer Prinz | Siehe: Holländischer Prinz                                                                          |
| Holländischer Roter Winterkalvill | | | | | o                                                                                                   |
| Holland's Red Winter | Siehe: Winesap                                                                                      | Siehe: Winesap                                                                                      | Siehe: Winesap                                                                                      | Siehe: Winesap | Siehe: Winesap                                                                                      |
| Holly | | | | | a                                                                                                   |
| Holstein | Siehe: Holsteiner Cox                                                                               | Siehe: Holsteiner Cox                                                                               | Siehe: Holsteiner Cox                                                                               | Siehe: Holsteiner Cox | Siehe: Holsteiner Cox                                                                               |
| Holsteiner Cox (oder: Holstein, Holsteiner Gelber Cox, Vahldiks Sämling Nr. 3)                                                                            | | Cox Orange × ?                                                                                      | Um 1900 Eutin, Schleswig-Holstein                                                                   | Schön süß mit abgerundet-spritziger Säure, sehr gut aromatisch-würzig, zart schmelzend und saftig, zarte Schale, weiche Spelzen                                                             | a, d, f, j, o                                                                                       |
| Holsteiner Cox Esselborn | | | | | j                                                                                                   |
| Holsteiner Gelber Cox | Siehe: Holsteiner Cox                                                                               | Siehe: Holsteiner Cox                                                                               | Siehe: Holsteiner Cox                                                                               | Siehe: Holsteiner Cox | Siehe: Holsteiner Cox                                                                               |
| Holsteiner Splittapfel | | | | | |
| Holsteiner Rosenhänger | | | | | o                                                                                                   |
| Holsteiner Zitronenapfel | Siehe: Deans Küchenapfel                                                                            | Siehe: Deans Küchenapfel                                                                            | Siehe: Deans Küchenapfel                                                                            | Siehe: Deans Küchenapfel | Siehe: Deans Küchenapfel                                                                            |
| Holsteinischer Citronenapfel | Siehe: Holsteinischer Zitronenapfel                                                                 | Siehe: Holsteinischer Zitronenapfel                                                                 | Siehe: Holsteinischer Zitronenapfel                                                                 | Siehe: Holsteinischer Zitronenapfel | Siehe: Holsteinischer Zitronenapfel                                                                 |
| Holsteinischer Zitronenapfel (oder: Holsteinischer Citronenapfel)                                                                                         | | | | | h (Nr. 643, S. 714)                                                                                 |
| Holzapfel | | | | | o                                                                                                   |
| Holzapfel Rudolph | | | | | |
| Homer | | | | | o                                                                                                   |
| Hommet | | | | | f                                                                                                   |
| Honey Pippin | | | | | a, f                                                                                                |
| Honeycrisp | | | 1960 in Minnesota, USA                                                                              | | a, c, d, o                                                                                          |
| Honeycrunch | | 'Macoun' x 'Honeygold'                                                                              | Universität Minnesota, USA                                                                          | „Global G.A.P“ zertifiziert, | a                                                                                                   |
| Honeygold | | | 1969 in Minnesota, USA                                                                              | | a, c, f, j                                                                                          |
| Honigmilchapfel | | | | | j                                                                                                   |
| Honti Alma | Siehe: Entz-Rosmarin                                                                                | Siehe: Entz-Rosmarin                                                                                | Siehe: Entz-Rosmarin                                                                                | Siehe: Entz-Rosmarin | Siehe: Entz-Rosmarin                                                                                |
| Hood's Supreme | | | | | f                                                                                                   |
| Hook | | | | | |
| Hoople's Antique Gold | | | | | a                                                                                                   |
| Hoover | | | | | p (S. 413)                                                                                          |
| Hopa (oder: Hopa Crab) | | | | Beschreibung | |
| Hopa Crab | Siehe: Hopa                                                                                         | Siehe: Hopa                                                                                         | Siehe: Hopa                                                                                         | Siehe: Hopa | Siehe: Hopa                                                                                         |
| Hope Cottage Seedling | | | | | f                                                                                                   |
| Hörbijgaards Novemberapfel | | | | | h (Nr. 62, S. 70)                                                                                   |
| Horei | | | | | f, j                                                                                                |
| Horgener Milchapfel | Siehe: Zürcher Transparent                                                                          | Siehe: Zürcher Transparent                                                                          | Siehe: Zürcher Transparent                                                                          | Siehe: Zürcher Transparent | Siehe: Zürcher Transparent                                                                          |
| Hörlins Pepping | | | | | h (Nr. 368, S. 415)                                                                                 |
| Hormead Pearmain | | | | | f                                                                                                   |
| Hornauer Weinapfel | | | | | p (S. 414)                                                                                          |
| Horneburger | Siehe: Horneburger Pfannkuchenapfel                                                                 | Siehe: Horneburger Pfannkuchenapfel                                                                 | Siehe: Horneburger Pfannkuchenapfel                                                                 | Siehe: Horneburger Pfannkuchenapfel | Siehe: Horneburger Pfannkuchenapfel                                                                 |
| Horneburger Pancake | Siehe: Horneburger Pfannkuchenapfel                                                                 | Siehe: Horneburger Pfannkuchenapfel                                                                 | Siehe: Horneburger Pfannkuchenapfel                                                                 | Siehe: Horneburger Pfannkuchenapfel | Siehe: Horneburger Pfannkuchenapfel                                                                 |
| Horneburger Pfannkuchen | Siehe: Horneburger Pfannkuchenapfel                                                                 | Siehe: Horneburger Pfannkuchenapfel                                                                 | Siehe: Horneburger Pfannkuchenapfel                                                                 | Siehe: Horneburger Pfannkuchenapfel | Siehe: Horneburger Pfannkuchenapfel                                                                 |
| Horneburger Pfannkuchenapfel (oder: Horneburger, Horneburger Pfannkuchen, Horneburger Pancake)                                                            | | | | Sicher verschieden vom Altländer Pfannkuchenapfel. Beschreibung | a, f, j, o, p (S. 415)                                                                              |
| Hornu | | | | | o                                                                                                   |
| Hornussi | | | | | o                                                                                                   |
| Horrenberger Renette | | | | | j, o                                                                                                |
| Horse | | | | | a                                                                                                   |
| Horsford Prolific | | | | | f                                                                                                   |
| Horskreiger | Siehe: Hoskreiger                                                                                   | Siehe: Hoskreiger                                                                                   | Siehe: Hoskreiger                                                                                   | Siehe: Hoskreiger | Siehe: Hoskreiger                                                                                   |
| Hosers Graue Reinette | | | | | p (S. 416)                                                                                          |
| Hoskreiger (oder: Horskreiger) | | | | vermutlich Schreibfehler statt Loskrieger = Champagnerrenette | f                                                                                                   |
| Hossfelds Gulderling | | | | | h (Nr. 123, S. 138), j                                                                              |
| Hosszufalusi | | | | | f                                                                                                   |
| Houblon | | Cox Orange × Unbekannt                                                                              | | | f                                                                                                   |
| Hounslow Wonder | | | | | f                                                                                                   |
| Høve Reinet | | | | | o                                                                                                   |
| Howgate Wonder (oder: Manga Super, Manga Supergold, Supermanga)                                                                                           | | Blenheim Orange x Newton Wonder                                                                     | 1915–1916 in Isle of Wight, UK                                                                      | | a, c, f, j                                                                                          |
| Höxmarker Roter | | | | | o                                                                                                   |
| Hoya'sche Goldreinette | Siehe: Hoyaische Gold-Renette                                                                       | Siehe: Hoyaische Gold-Renette                                                                       | Siehe: Hoyaische Gold-Renette                                                                       | Siehe: Hoyaische Gold-Renette | Siehe: Hoyaische Gold-Renette                                                                       |
| Hoyaische Gold-Renette | | | | | h (Nr. 537, S. 594), p (S. 417)                                                                     |
| Hua Niu | | Red Delicious                                                                                       | | [ 17 ] | |
| Huaguan | | Fuji × Unbekannt                                                                                    | | | |
| Huashuai | | Fuji × Unbekannt                                                                                    | | | |
| Hubbard's Pearmain | | | | | f                                                                                                   |
| Hubbardston | | | | | |
| Hubbardston Nonesuch | Siehe: Sondergleichen Aus Hubbardston                                                               | Siehe: Sondergleichen Aus Hubbardston                                                               | Siehe: Sondergleichen Aus Hubbardston                                                               | Siehe: Sondergleichen Aus Hubbardston | Siehe: Sondergleichen Aus Hubbardston                                                               |
| Hubbardston Nonsuch | Siehe: Sondergleichen Aus Hubbardston                                                               | Siehe: Sondergleichen Aus Hubbardston                                                               | Siehe: Sondergleichen Aus Hubbardston                                                               | Siehe: Sondergleichen Aus Hubbardston | Siehe: Sondergleichen Aus Hubbardston                                                               |
| Hudson | | | | | |
| Hudson’s Golden Gem | | | | | a, d                                                                                                |
| Hughes Gold-Pepping | | | | | h (Nr. 356, S. 403), o, p (S. 418)                                                                  |
| Hughes Goldpepping | Siehe: Hughes Gold-Pepping                                                                          | Siehe: Hughes Gold-Pepping                                                                          | Siehe: Hughes Gold-Pepping                                                                          | Siehe: Hughes Gold-Pepping | Siehe: Hughes Gold-Pepping                                                                          |
| Hume | | | | | f                                                                                                   |
| Hunt Russet | | | | | a                                                                                                   |
| Hunter Kinkead Spy | | | | | f                                                                                                   |
| Hunter Melba | | | | | f                                                                                                   |
| Hunter Ottawa | | | | | f                                                                                                   |
| Hunter Sandow | | | | | f                                                                                                   |
| Hunter Spartan | | | | | f                                                                                                   |
| Hunter's Majestic | | | | | f                                                                                                   |
| Hunthouse | | | | | a                                                                                                   |
| Huntingdon Codlin | | | | | f                                                                                                   |
| Hunt's Duke Of Gloucester | | | | | f                                                                                                   |
| Hunt's Early | | | | | f                                                                                                   |
| Huntsman | | | | | |
| Hunza | | | | | |
| Huovilan Omena | Siehe: Suislepper                                                                                   | Siehe: Suislepper                                                                                   | Siehe: Suislepper                                                                                   | Siehe: Suislepper | Siehe: Suislepper                                                                                   |
| Hürther Apfel | | | | | o                                                                                                   |
| Husmoder | | | | | |
| Husveti Rosmarin | Siehe: Entz-Rosmarin                                                                                | Siehe: Entz-Rosmarin                                                                                | Siehe: Entz-Rosmarin                                                                                | Siehe: Entz-Rosmarin | Siehe: Entz-Rosmarin                                                                                |
| Husveti Rozmarin | Siehe: Entz-Rosmarin                                                                                | Siehe: Entz-Rosmarin                                                                                | Siehe: Entz-Rosmarin                                                                                | Siehe: Entz-Rosmarin | Siehe: Entz-Rosmarin                                                                                |
| Hutching's Seedling | Siehe: Zuckerhut-Apfel                                                                              | Siehe: Zuckerhut-Apfel                                                                              | Siehe: Zuckerhut-Apfel                                                                              | Siehe: Zuckerhut-Apfel | Siehe: Zuckerhut-Apfel                                                                              |
| Hutchins Red | | | | | |
| Hutsching's Seedling | Siehe: Zuckerhut-Apfel                                                                              | Siehe: Zuckerhut-Apfel                                                                              | Siehe: Zuckerhut-Apfel                                                                              | Siehe: Zuckerhut-Apfel | Siehe: Zuckerhut-Apfel                                                                              |
| Hüttenberger | | | | | p (S. 219)                                                                                          |
| Huttwiler Rosenapfel | | | | | o                                                                                                   |
| Hyde King | | | | | |
| Hyslop | | | | Holzapfelsorte | |